# Palácio dos Correios (São Paulo)
O Palácio dos Correios é um edifício eclético do Centro Histórico de São Paulo, localizado no Vale do Anhangabaú, no centro de São Paulo. O complexo foi projetado pelo escritório Ramos de Azevedo para abrigar a Agência Central dos Correios e Telégrafos, tendo sido inaugurado em 20 de outubro de 1922. O prédio concentrou as atividades administrativas dos Correios até a década de 1970, quando a instituição se mudou para a Vila Leopoldina.
Em 2012 o imóvel foi tombado pelo Departamento do Patrimônio Histórico (DPH) em um processo que tratou toda a região do Vale do Anhangabaú. Trata-se, portanto, de um dos mais significativos conjuntos da arquitetura do início do século XX em São Paulo. No ano seguinte, o palácio passou a abrigar o Centro Cultural Correios de São Paulo, com exposições e outras manifestações artísticas gratuitas.

## História

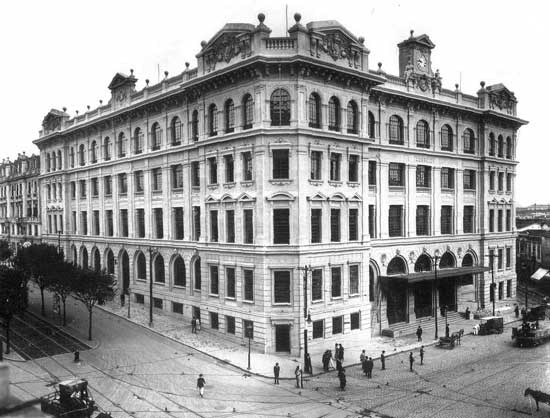
O palácio em outubro de 1922, época de sua inauguração

### Projeto e inauguração
Após a Proclamação da República, em 1889, o serviço dos Correios passou por uma expansão de suas atividades. Devido ao aumento na demanda dos Correios, e após uma visita à capital paulista em 1918, o Presidente Venceslau Brás julgou necessária a construção de um novo edifício dos Correios e Telégrafos, que funcionava em um prédio de aluguel, com precárias condições de higiene e de segurança. As instalações existentes até então, no Largo do Colégio, foram criticadas por ele e próximas de serem desativadas. A construção então foi aprovada pela Lei Orçamentária de 1921.
O local escolhido para a construção foi a área dos antigos Hospital Militar e Mercado de São João. Ficaram responsáveis pelo projeto os arquitetos Domiziano Rossi e Felisberto Ranzini, do escritório técnico de Ramos de Azevedo. Em 7 de outubro de 1920, houve uma cerimônia de lançamento da pedra fundamental do novo edifício, que contou com a presença do rei Alberto I da Bélgica e muitos outros cidadãos de alto destaque político e social. A obra em estilo eclético foi inaugurada em 20 de outubro de 1922, como parte das celebrações do centenário da Independência do Brasil.

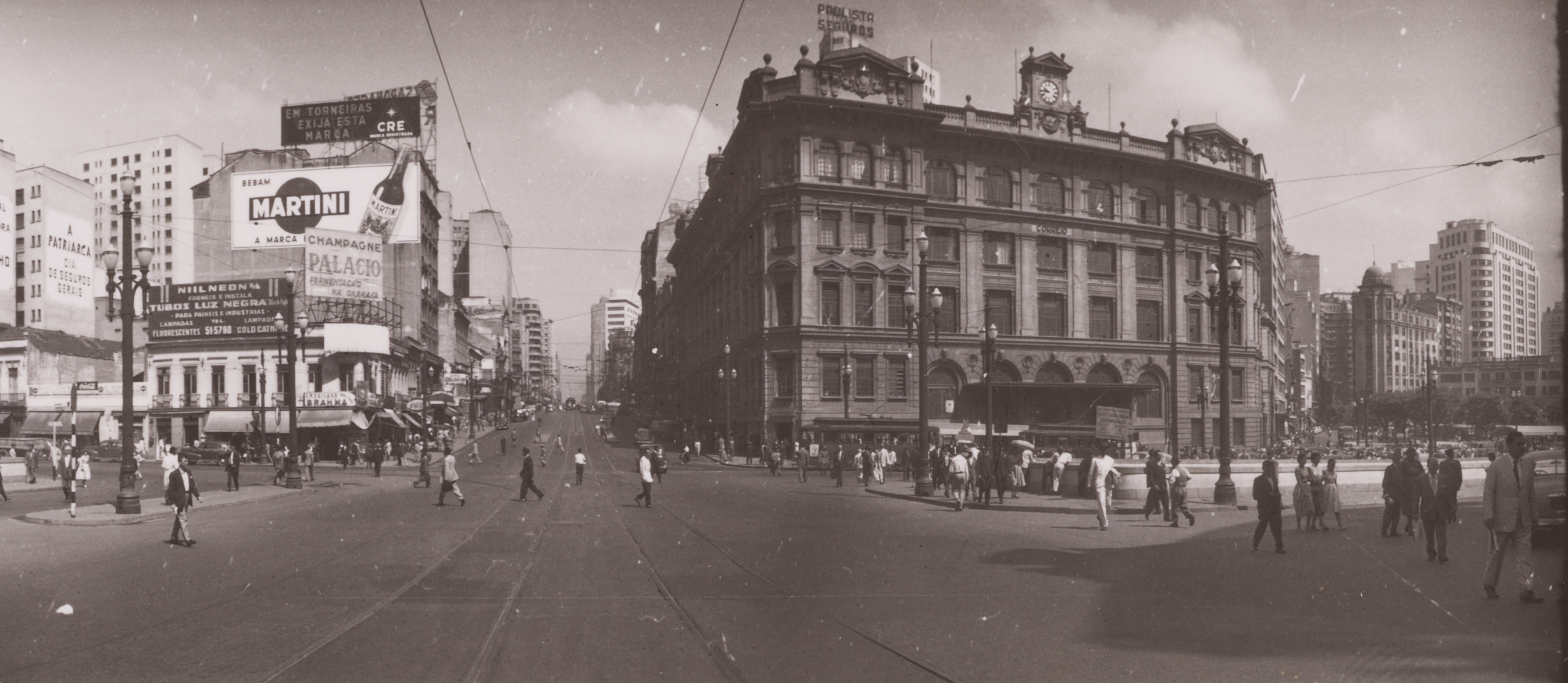
Prédio dos Correios, visto do Vale do Anhangabaú, em frente Avenida São João, a direita mureta do Buraco do Ademar.

De julho a novembro de 1950, o edifício do Palácio dos Correios sofreu uma notável reforma interna. Em outubro de 1978 e março de 1979, ocorreram outras reformas internas, tendo sido também realizada na mesma época outra reforma, porém externa, destinada à limpeza do edifício, que então passou a exibir a sua beleza original. Encontram-se no salão de atendimento ao público, três placas que assinalam a inauguração e as outras de suas duas reformas no edifício.
O capitão-mor general, Governador Antonio Manoel de Mello Castro e Mendonça, construtor do Antigo Real Hospital Militar de São Paulo, foi quem constituiu, em 23 de julho de 1798 por um edital, as primeiras linhas oficiais do correio público no território bandeirante.

### Mudança de endereço
O imóvel cumpriu sua função original de concentrar as atividades administrativas dos Correios (Empresa Brasileira de Correios e Telégrafos) até a década de 1970. Depois disso, a instituição mudou-se para outro endereço na Vila Leopoldina. O Palácio dos Correios passou então a abrigar apenas serviços gerais de postagem. Para isso, foi submetido a uma reforma em 1978, que incluiu modificações nas divisões internas, rebaixamento do forro e instalação de elevadores.

### Concurso de arquitetura
Em 1997, os Correios promoveram um concurso nacional de arquitetura, em que os escritórios concorrentes deveriam elaborar propostas de adaptação das instalações do edifício em um centro cultural. Algumas reformas foram feitas no palácio, mas o projeto não chegou a ser implantado em sua totalidade.

### Inauguração do Centro Cultural
A primeira grande restauração do Palácio dos Correios teve início em 2005, como parte de uma iniciativa da Prefeitura para a revitalização do centro de São Paulo. O projeto, orçado em R$ 10 milhões, visava manter as características originais do edifício e previa também a instalação de um centro cultural nos andares superiores. O espaço foi inaugurado em 2013 sob o nome de Centro Cultural Correios São Paulo, com duas salas para exposições, visando atingir um público mais amplo trazendo uma agenda diversificada, com exposições de temas como humanidades, música e artes visuais de forma acessível (gratuita) juntando em um mesmo espaço tanto artistas renomados quanto artistas que ainda estão no começo de suas carreira, dando-lhes assim a possibilidade de reconhecimento e credibilidade.
Dentre algumas das exposições já recebidas pelo centro cultural desde de sua inauguração estão O Rio de Debret, com 120 aquarelas feitas pelo artista francês Jean-Baptiste Debret (a retratação do período entre Colônia e Império da vida na cidade do Rio de Janeiro), a do artista Elifas Andreato, importante figura do cenário da música popular brasileira e do teatro, com grande preocupação com a preservação de uma identidade cultural brasileira, além de uma forte posição política, contrária ao regime militar, sendo ambas de 2016, e, em 2017, sendo a mais recente, a exposição Sobrevoo do artista multimídia Marcos Amaro, vinte obras de grande e médio porte, formadas pela junção de esculturas, colagens tridimensionais e materiais de resíduos aeronáuticos.
O Centro Cultural Correios São Paulo teve suas atividades encerradas em outubro de 2023. No Palácio dos Correios permanece em funcionamento a Agência de Correios Central de São Paulo.

## Arquitetura

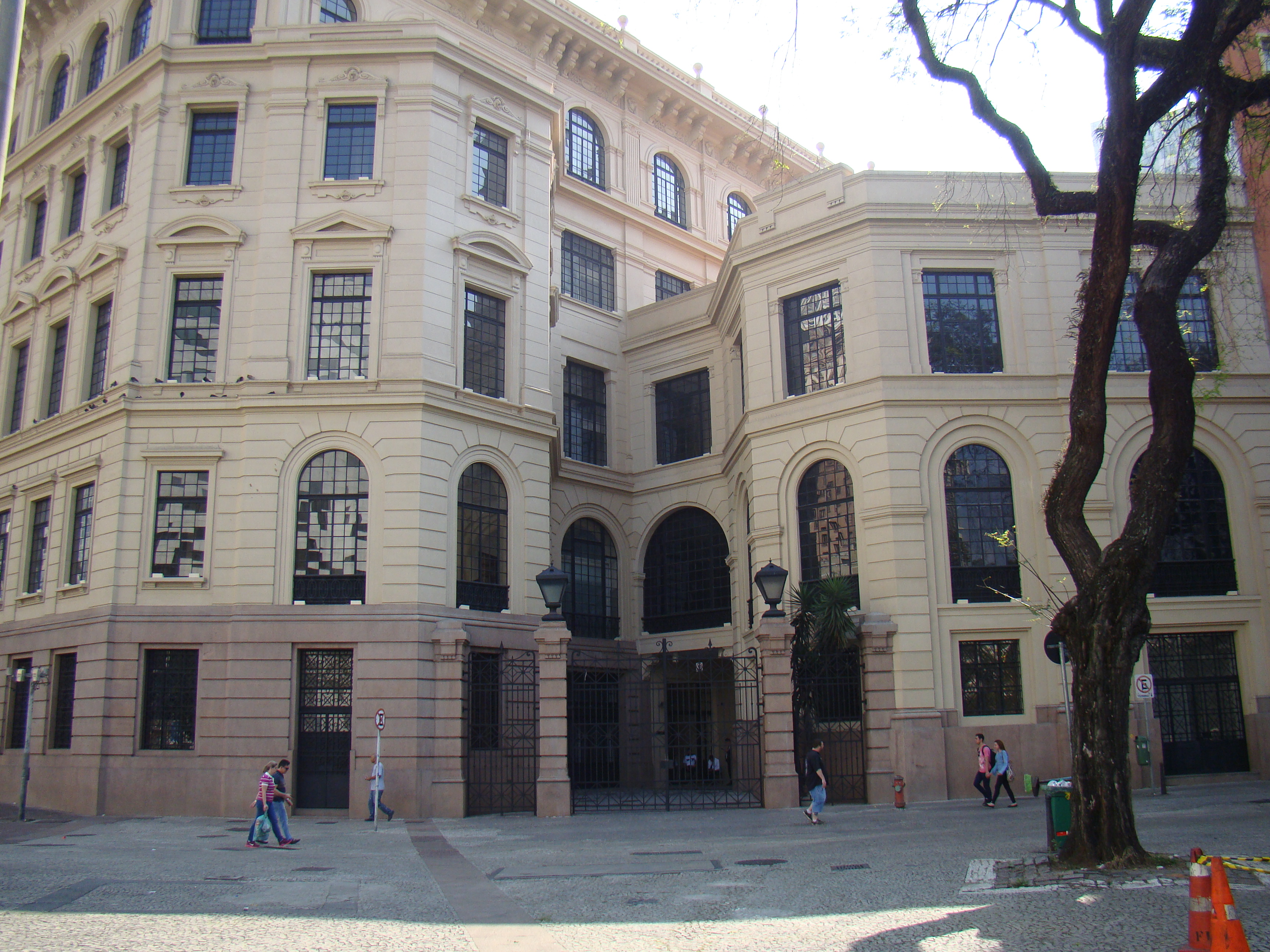
Bloco secundário do edifício

Com 15 mil m² de área construída, o Palácio dos Correios possui características ecléticas predominantes. O edifício conta ainda com linhas neoclássicas e influências renascentistas, que caracterizavam os projetos de edifícios públicos do Escritório Técnico Ramos de Azevedo. Junto com os antigos hotéis Central e Britânia, ele integra um conjunto de construções ecléticas que se estendem do Vale do Anhangabaú até o Largo do Paiçandu.

### Fachada
O complexo é composto por um grande prédio principal, com quatro pavimentos e um porão, e um bloco secundário, com apenas três pavimentos. A fachada, por sua vez, é dividida em três partes, o que dá uma continuidade visual ao edifício. Na fachada central, que fica de frente para a Praça Pedro Lessa, as janelas do segundo e do terceiro andar são emolduradas por colunas. Já a lateral voltada para a avenida São João tem janelas estreitas, com tratamento diferenciado nas vergas. No terceiro pavimento, por fim, as janelas são todas com vãos em arco pleno. O conjunto é finalizado por uma cornija e alguns frontões decorados e balaústres. A fachada principal é coroada por um relógio, que é cercado por duas figuras humanas meramente ornamentais.

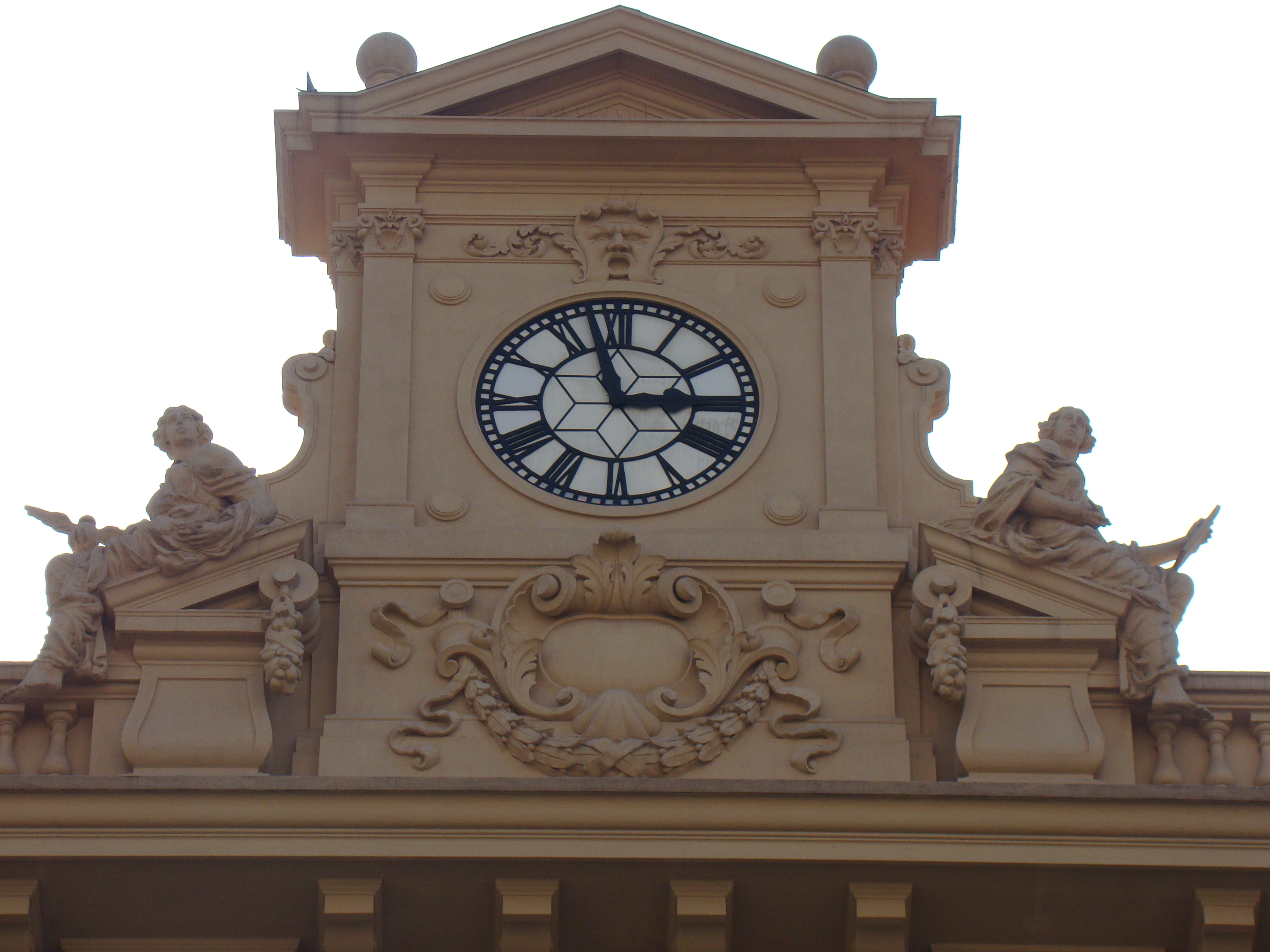
Relógio que coroa o edifício

### Materiais e construção
Com exceção de alguns trechos do pavimento térreo, que foram feitos em granito rugoso, a fachada do Palácio dos Correios é toda revestida de argamassa pigmentada. Já a marquise possui uma estrutura de ferro e cobertura em vidro aramado. Uma curiosidade é que toda a serralheria utilizada no prédio foi feita pelo Liceu de Artes e Ofícios de São Paulo.

No interior da construção, as paredes receberam pintura sobre argamassa lisa, sendo que apenas alguns pilares apresentam duas cores. O piso, por sua vez, foi revestido com granito polido. O forro apresenta placas de gesso rebaixadas, onde estão embutidas algumas luminárias.

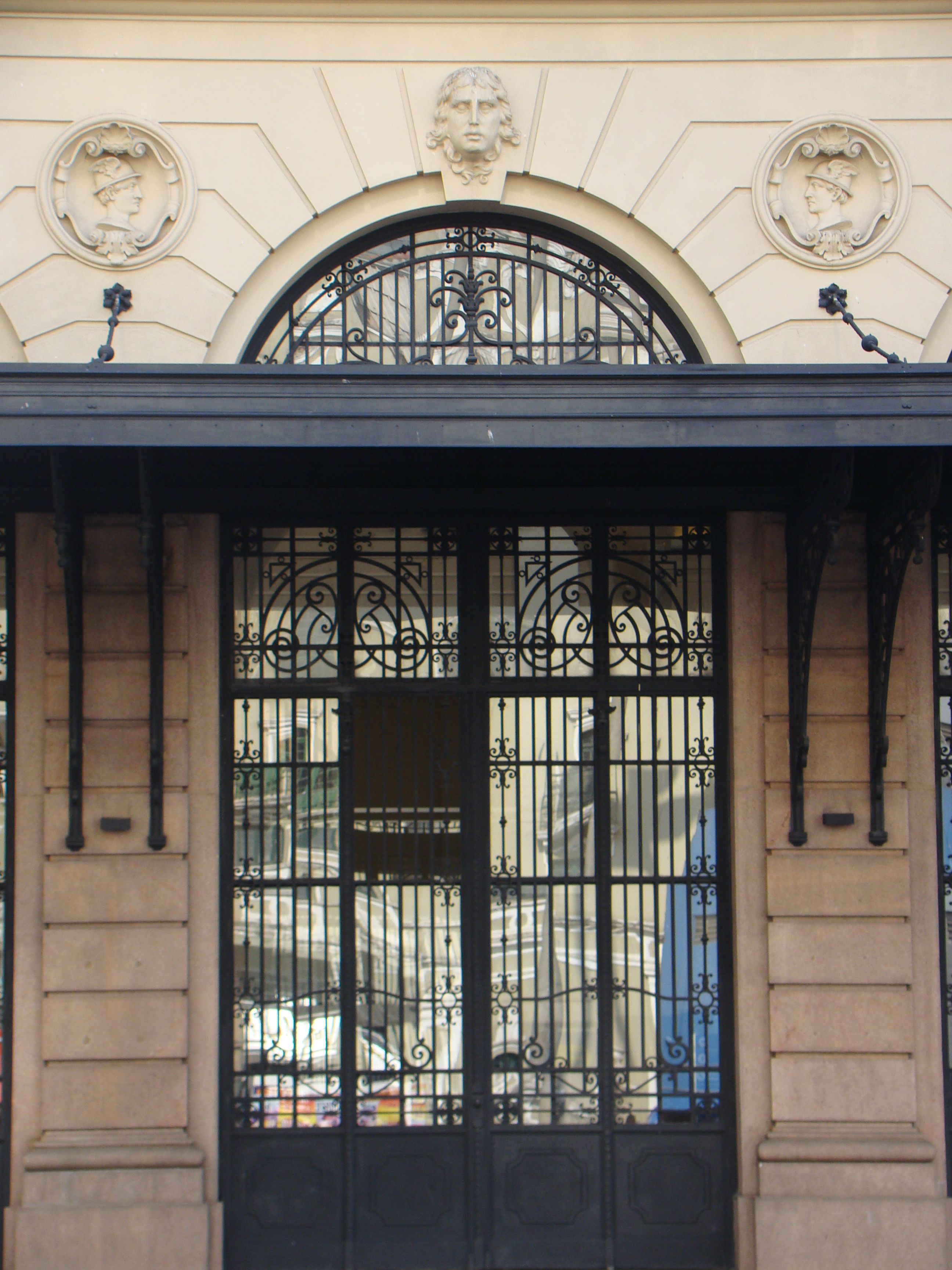
Serralheria nas portas principais

### Reforma de 1997
O projeto que venceu o concurso promovido pelo próprio Correios em 1997, previa a criação de um grande espaço vazio no centro do palácio. Para isso, foi feita uma reforma que unia dois espaços menores. O resultado foi uma articulação maior entre as diferentes áreas do edifício e a criação de uma geometria mais definida, que se configura em torno desse vazio.

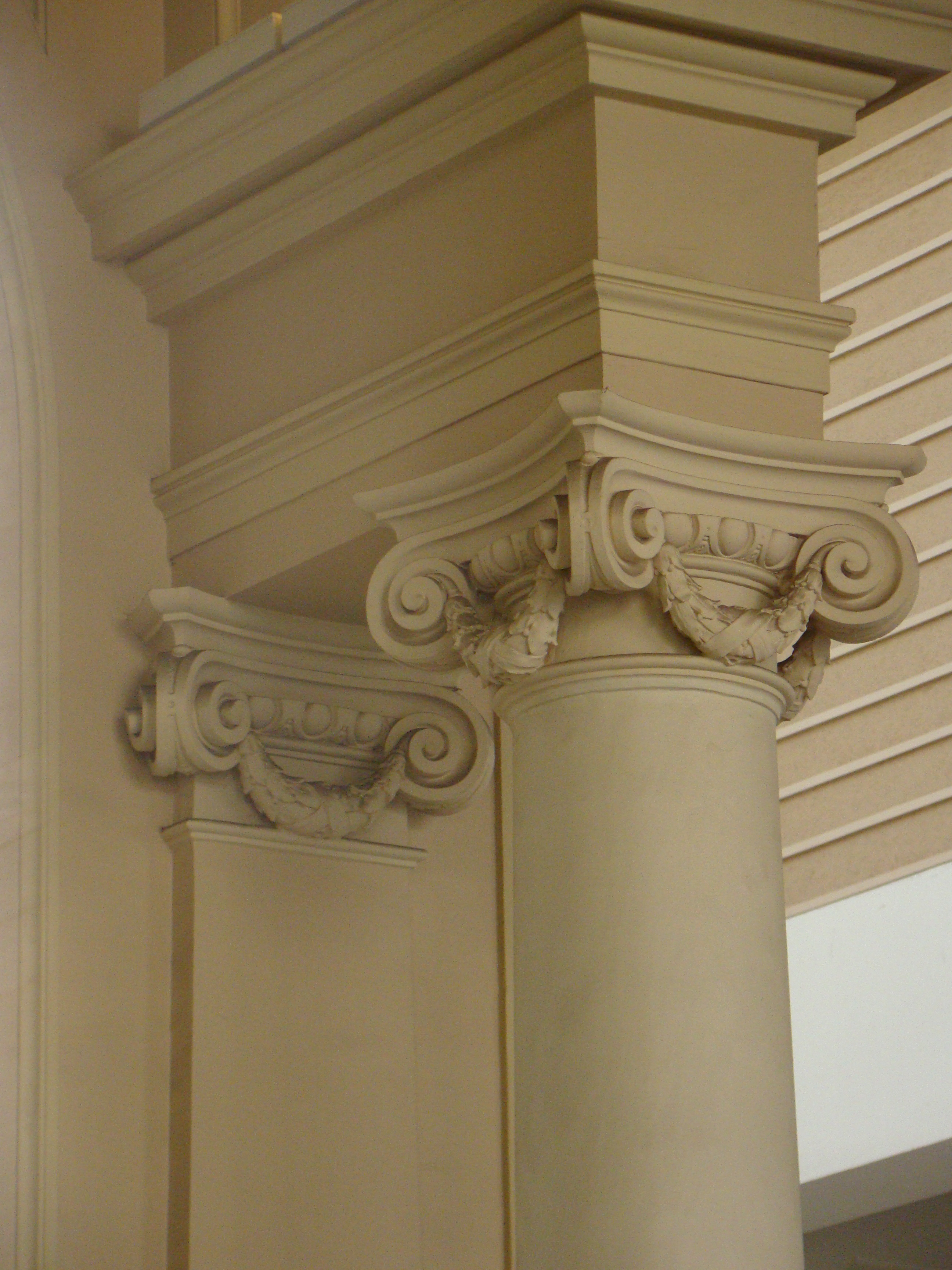
Colunas no interior do palácio

### Restauração de 2005-2013
Com o enfoque em uma característica de abrigo cultural e de expandir seu público, a restauração que teve início em 2005 trouxe o projeto do Centro Cultural Correios São Paulo, que não afetaria sua estrutura primaria, mas sim preservaria a estrutura original e adaptaria seus andares superiores para o projeto, que tinha previsão para o ano de 2013, cujo objetivo foi alcançado. As novas instalações incluíam a Agência Central de São Paulo, a Agência Filatélica D. Pedro II e o Centro Cultural Correios. O espaço que fora destinado ao Centro conta com uma área de 1280m².

## Significado histórico e cultural

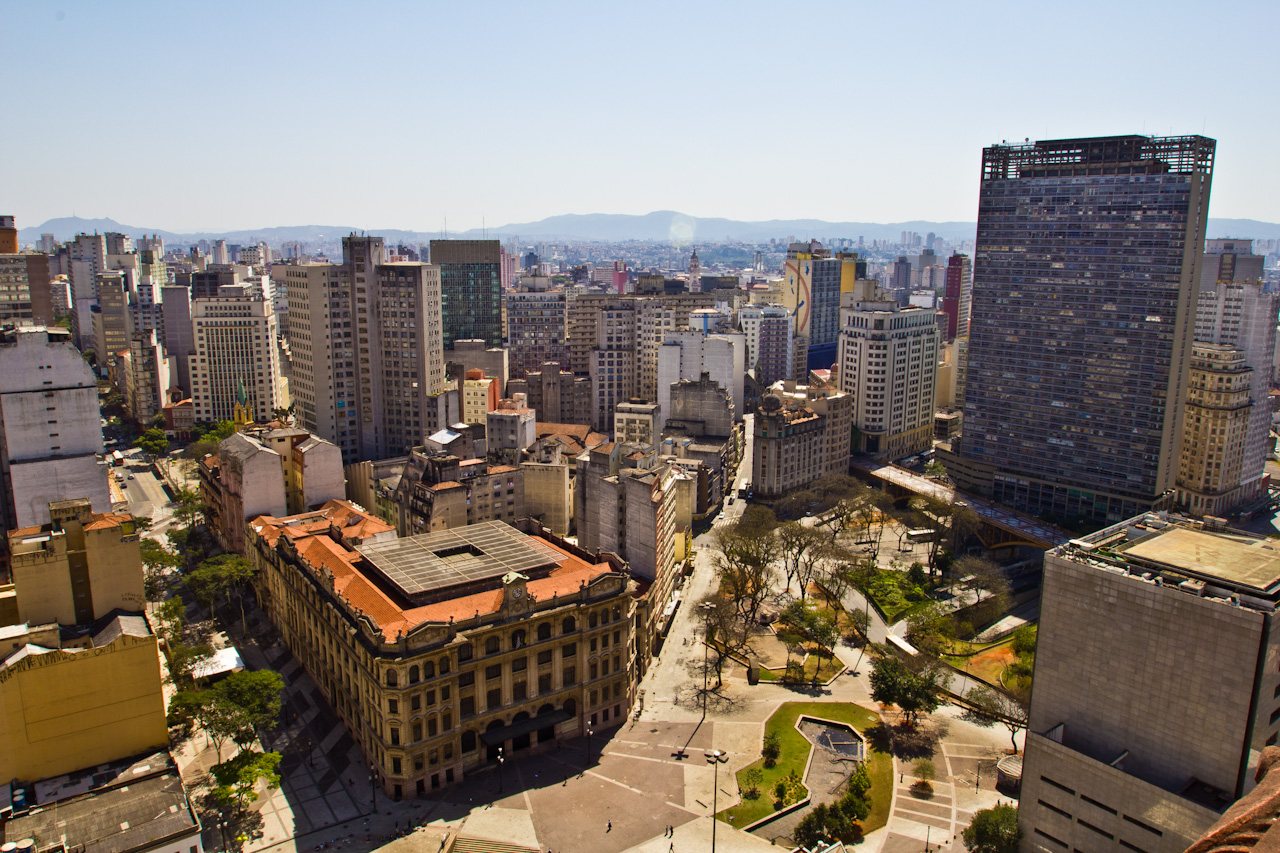
Região em torno do Palácio dos Correios

Logo após a sua inauguração, o palácio tornou-se um ponto marcante na paisagem da capital, o que fez com que seu endereço, a Praça Pedro Lessa, ficasse mais conhecida como "Praça do Correio".
A construção do edifício fez parte de um processo de urbanização do Vale do Anhangabaú na década de 1920. Nessa época, o trecho inicial da avenida São João foi alargado e outros edifícios ecléticos foram construídos. No entanto, foi o Palácio dos Correios que consolidou o nome da via. Junto com o Theatro Municipal, Edifício Martinelli e o Viaduto do Chá, ele faz parte de um importante conjunto arquitetônico do centro de São Paulo.

### Tombamento
Em 2012, o Departamento do Patrimônio Histórico (DPH) realizou um inventário na área central de São Paulo. Nessa ocasião, a resolução 37/92 do Conselho Municipal de Preservação do Patrimônio Histórico (Conpresp) tombou a região do Vale do Anhangabaú, do qual o Palácio dos Correios faz parte. O relatório sobre o edifício foi feito em 19 de dezembro daquele ano.

## Estado atual

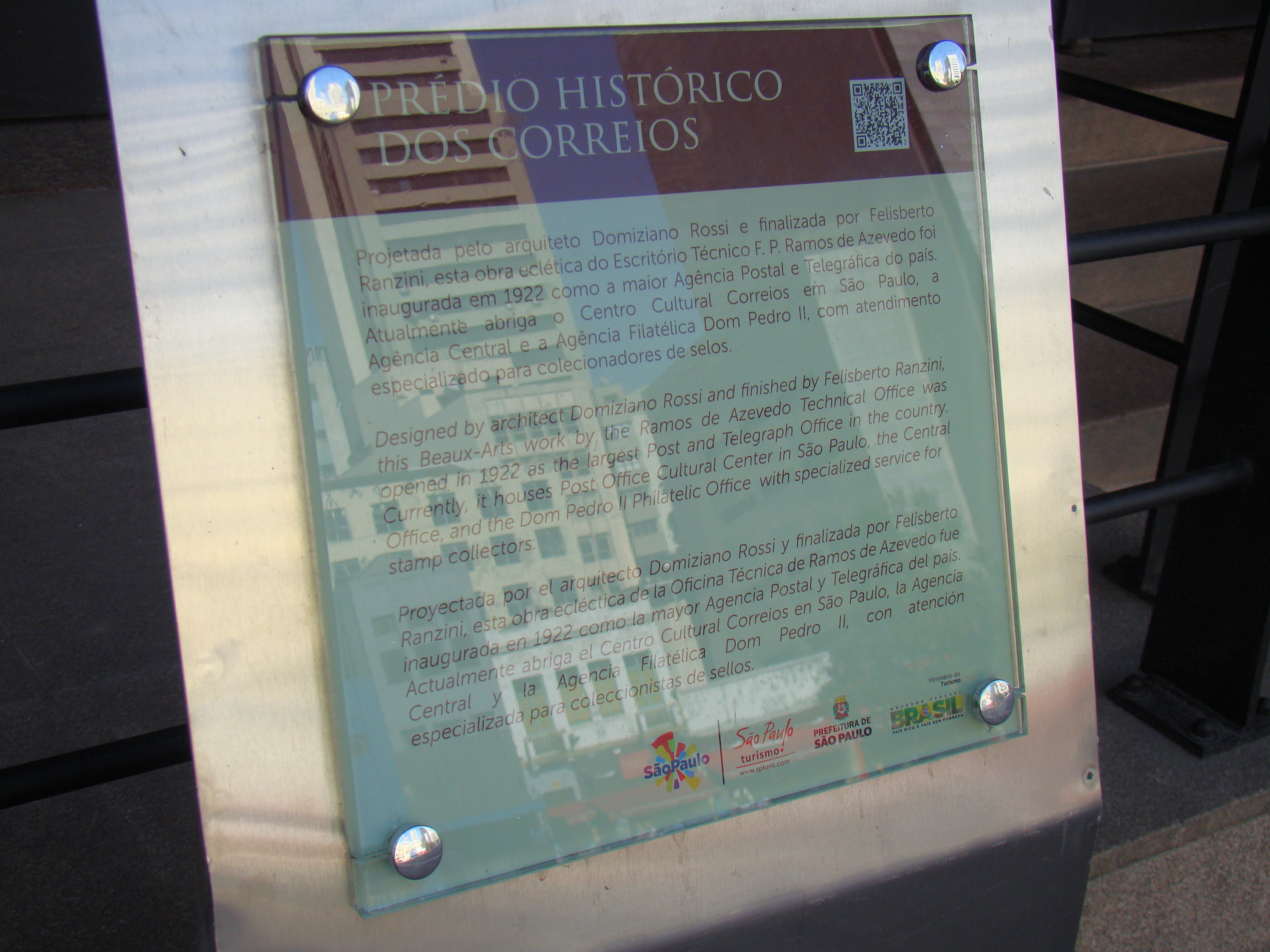
Placa informativa sobre o edifício

A última restauração do Palácio dos Correios, iniciada em 2005, foi também a maior já feita. Durante o processo, boa parte das características originais do edifício foram mantidas. Após a reforma, o complexo passou a abrigar a Agência Central de São Paulo, a Agência Filatélica D. Pedro II, que faz atendimento especializado para colecionadores de selos, e o Centro Cultural Correios. Este último foi inaugurado em 2013, em um espaço de 1 280m² que conta com duas salas para exposições e um saguão central. A agenda do centro cultural é diversificada, promovendo atividades nos campos das artes visuais, humanidades e música, para todos os grupos sociais e de todas as idades, geralmente com atrações gratuitas.